# Рейхсканцелярия

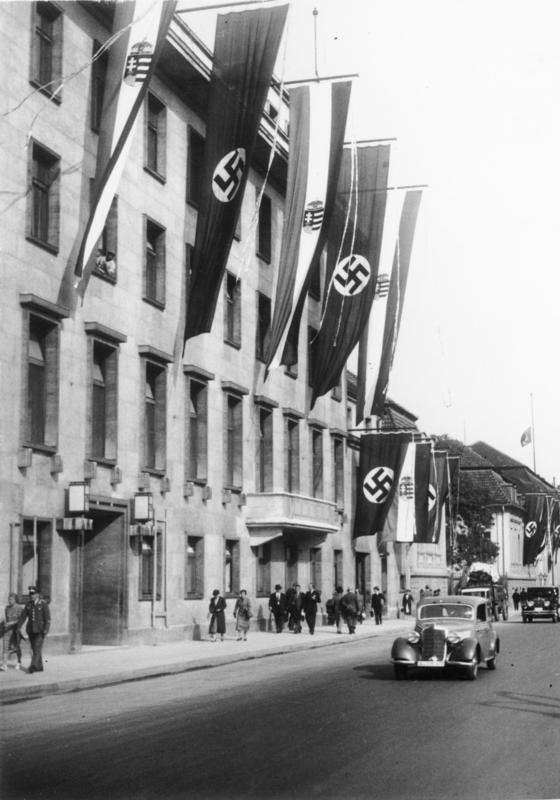
Пристройка к старой рейхсканцелярии в августе 1938 года

Рѐйхсканцеля́рия (нем. Reichskanzlei) — традиционное название ведомства рейхсканцлера Германии с 1871 по 1945 год. Рейхсканцелярия располагалась в Берлине на Вильгельмштрассе 77, в бывшем дворце князя Антона Радзивилла, также известном как «Дворец Шуленбургов».

## Старая рейхсканцелярия
Имперская канцелярия обосновалась во Дворце Радзивиллов в 1871 году по настоянию Бисмарка. Это учреждение прежде всего отвечало за связь рейхсканцлера с империей и государственным аппаратом.
В 1928—1930 годах была сооружена пристройка к зданию (спроектирована архитекторами Зидлером и Кишем).
В 1932—1933 годах дворец рейхсканцлера служил также временной служебной квартирой рейхспрезидента Гинденбурга в связи с тем, что в это время апартаменты Гинденбурга во Дворце рейхспрезидента ремонтировались.
В 1934—1935 годах в здании проведена реконструкция, созданы новые жилые и служебные помещения для Адольфа Гитлера, и бомбоубежище (Форбункер).

## Новая рейхсканцелярия
В 1938 году Гитлер поручил своему фавориту — архитектору Альберту Шпееру спроектировать здание новой рейхсканцелярии. По замыслу Гитлера, постройка должна была отражать господство национал-социализма и поражать своими размерами (длина 441 м). Благодаря организационному таланту Шпеера и практически безграничным возможностям, предоставленным ему Гитлером, строительство нового здания рейхсканцелярии заняло очень мало времени. Примерно через год оно было полностью готово.
В 1943 году в саду новой рейхсканцелярии был сооружён подземный бункер для Гитлера, так называемый Фюрербункер.
Во время Второй мировой войны помещения рейхсканцелярии использовались для проведения заседаний штаба. Здесь же размещались и личные апартаменты Гитлера площадью более 400 квадратных метров. Но по первоначальному назначению новое здание рейхсканцелярии уже не использовалось.

В апреле-мае 1945 года, во время битвы за Берлин, здание рейхсканцелярии было сильно повреждено. После окончания войны руины гитлеровской рейхсканцелярии были полностью уничтожены по приказу советского командования. Предварительно, 16 мая 1946 года, интерьеры были тщательно описаны и обмерены. Части мраморной отделки помещений здания были использованы при строительстве самого первого мемориала советскому воину-освободителю в Берлине и братской могилы в парке Тиргартен (1945), а также для ремонта повреждённой во время войны станции берлинского метро «Моренштрассе».

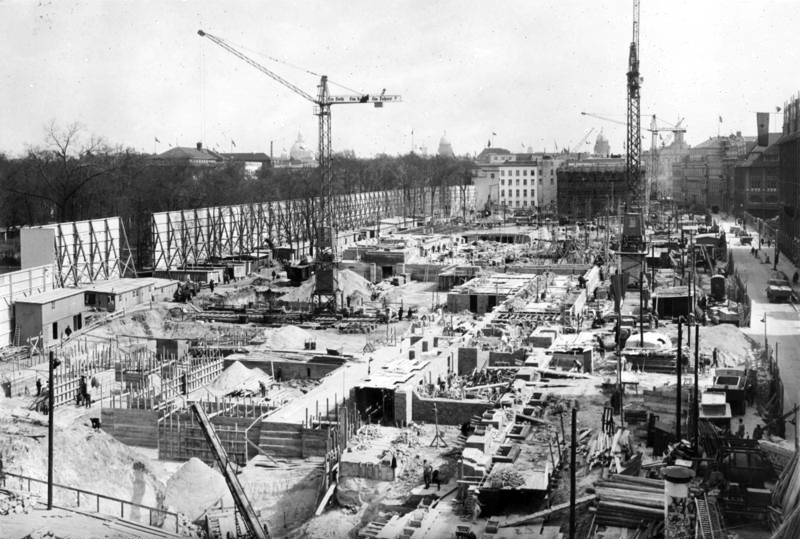
Строительство Новой рейхсканцелярии в 1938 году
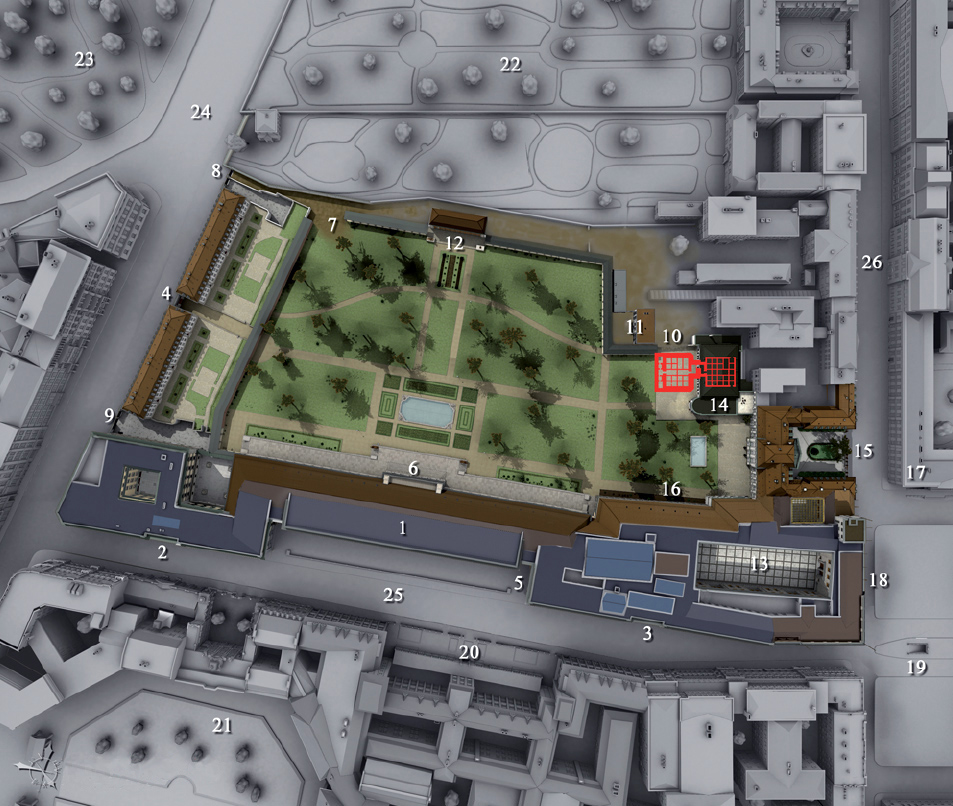
Схема квартала рейхсканцелярии. Красным выделен Фюрербункер.
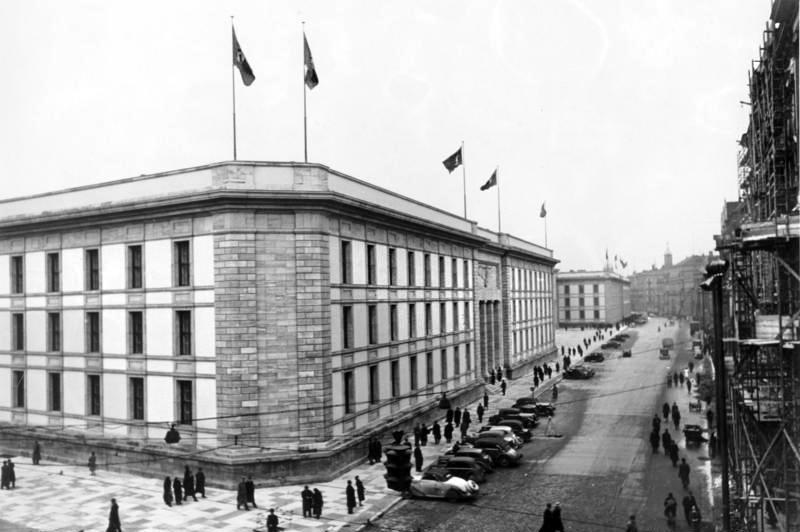
Здание Новой рейхсканцелярии в 1939 году
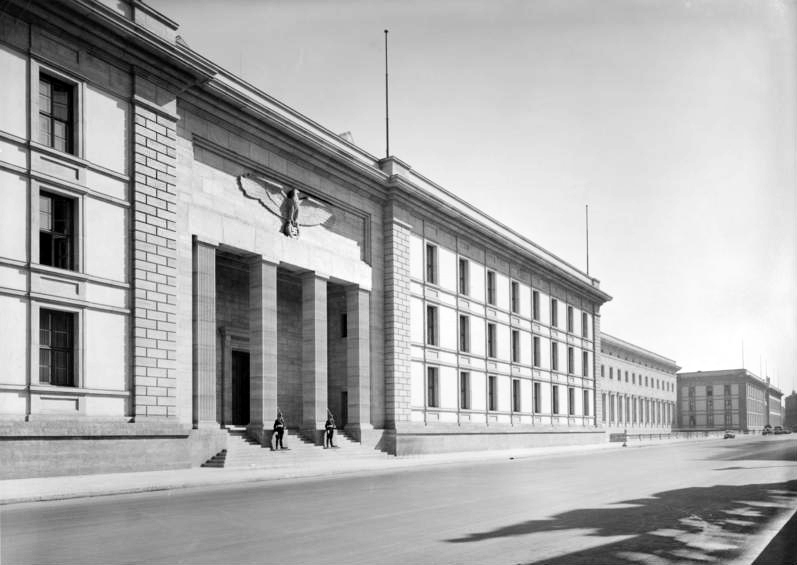
Вход Новой рейхсканцелярии в 1939 году
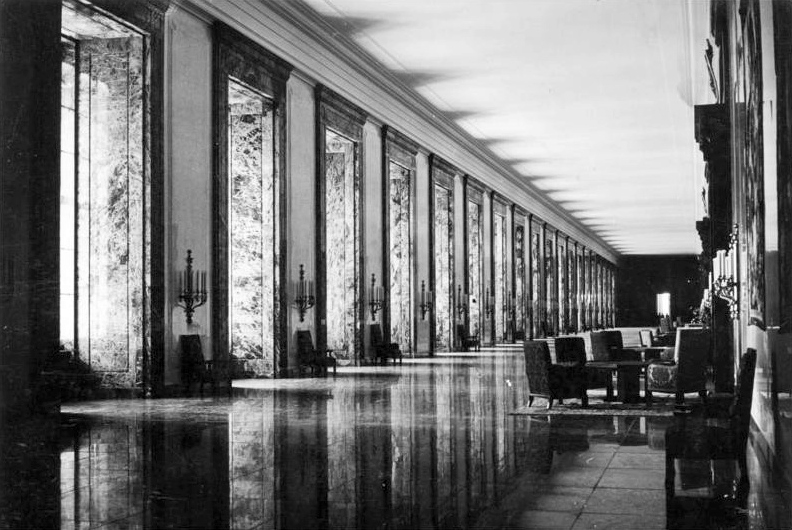
Большая мраморная галерея Новой рейхсканцелярии в 1939 году
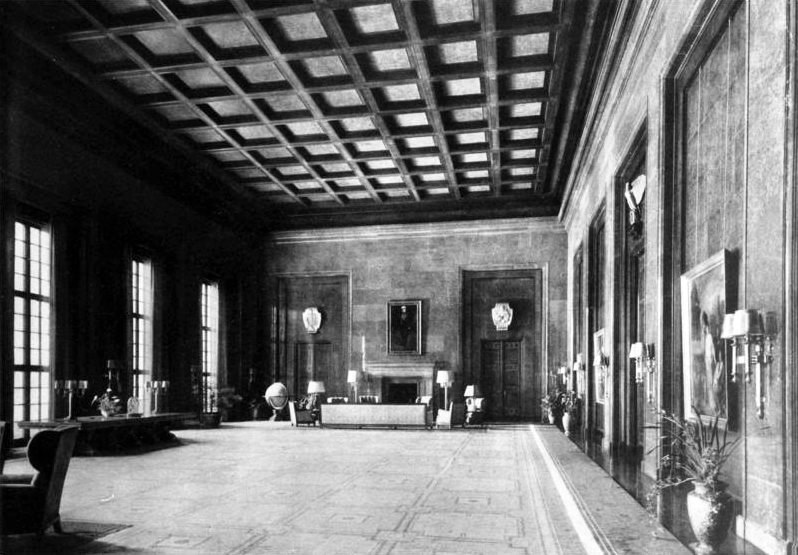
Рабочий кабинет
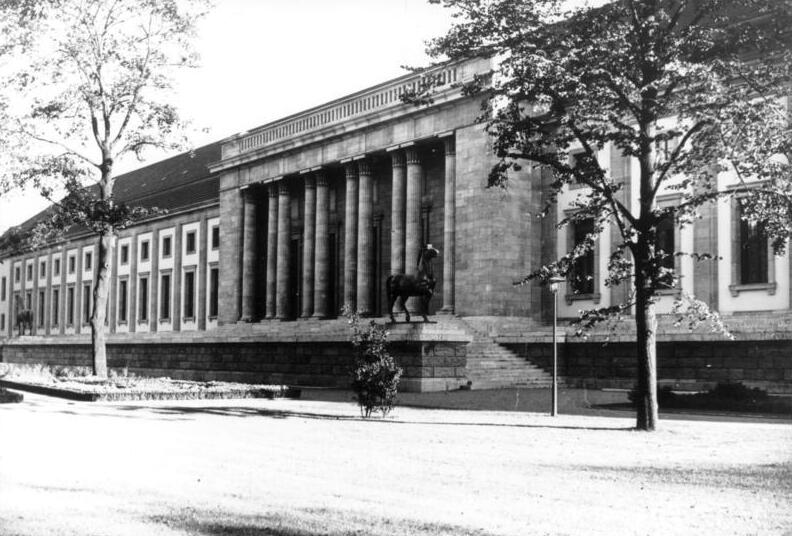
Колоннада со стороны сада
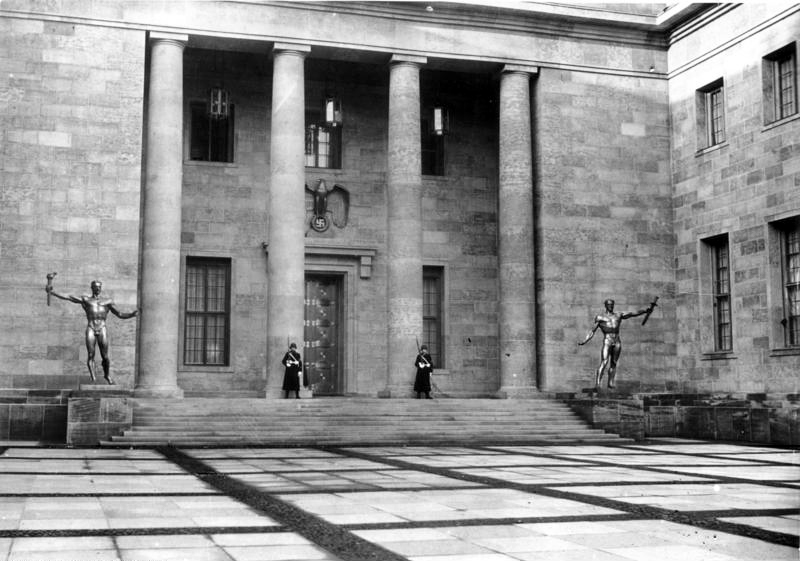
Портал во внутреннем дворе в 1940 году
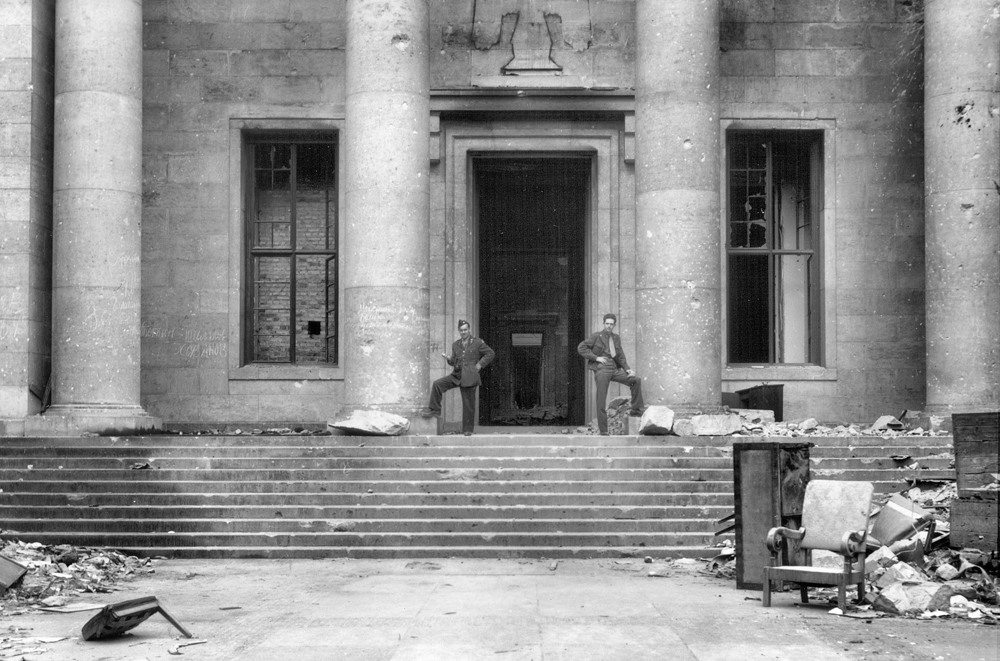
Портал во дворе в 1945 году